# John Steakley
John Steakley, (nacido en 1951, en Cleburne, Texas, muerto en 2010 en McKineey, Texas) fue un escritor de ciencia ficción estadounidense. En su obra destacan dos novelas, Armor (1984) y Vampire$ (1991), la última de las cuales sirvió como base para la película Vampiros de John Carpenter. También ha escrito cuatro relatos cortos de fantasía y ciencia ficción. Vivió la mayor parte de su vida en Texas, salvo breves viajes a Sudamérica y Hollywood.

## Novelas
- Armor 1984
- Vampire$ 1991

## Relatos cortos
- The Bluenose Limit (1981)
- Flyer (1982)
- The Swordsman Smada (1987)
- The Swordsman's Place (1989)